# Peperomia kluzjolistna
Peperomia kluzjolistna (Peperomia clusiifolia (Jacq.) Hook.– gatunek rośliny z rodziny pieprzowatych. Pochodzi z Jamajki.

## Morfologia
Wiecznie zielona roślina o mięsistych, krótkich, rozgałęzionych, czasami płożących się łodygach. Często są czerwonawo wybarwione. Osiąga wysokość 20–30 cm. Liście również mięsiste, owalne, tępo zakończone, o długości do 15 cm. Mają purpurowo wybarwione obrzeża.